# ملعب القلعة
ملعب القلعة هو ملعب متعدد الاستخدام يقع في لواندا عاصمة أنغولا . غالبا ما يتم استخدامه لمباريات كرة القدم . يسع الملعب لجلوس 50 ألف متفرج . يعتبر الملعب الرسمي الذي يخوض فيه منتخب أنغولا مبارياته الدولية .